# Sadije Toptani
Sadije Toptani (Tirana, 28 de agosto de 1876 - Durrës, 25 de noviembre de 1934) fue una aristócrata albanesa. Fue la madre de Zog I, rey de los albaneses; durante el reinado de su hijo fue elevada a la posición de reina madre.

## Biografía
Sadije Toptani nació en Tirana (entonces parte del imperio otomano) el 28 de agosto de 1876, siendo hija de Salah Bey Toptani (1843-1919) y de Annije Hanem Toptani (1855-1899); ambos miembros de la familia Toptani, parte de la aristocia albanesa.
Era descendiente de la princesa Mamica [Mónica] de Krujë (hermana de Skanderbeg).
Fue la segunda esposa de Xhemal Pasha Zogu, con quien engendro a siete hijos.
Falleció en la ciudad de Durrës el 25 de noviembre de 1933.